# Nora Gjakova
Nora Gjakova (ur. 17 sierpnia 1992 w Djakowicy w Jugosławii) – kosowska judoczka walcząca w kategorii wagowej do 57 kilogramów, srebrna i brązowa medalistka igrzysk europejskich, mistrzyni Europy.

## Życiorys
Zaczęła uprawiać judo w wieku 10 lat wraz ze swoim młodszym bratem. W 2003 roku po raz pierwszy w karierze wystąpiła w zawodach w tej dyscyplinie sportu. Mimo faktu, iż osiągała sukcesy w rywalizacji na szczeblu juniorskim nie mogła startować w najważniejszych zawodów na tym szczeblu (między innymi w mistrzostwach Europy kadetów i juniorów), co wynikała z faktu braku międzynarodowego uznania dla Kosowa.
W tym czasie w zawodach mistrzowskich najwyższej rangi na szczeblu juniorskim wystartowała tylko raz – w 2010 roku w Agadirze uplasowała się na 7. pozycji w mistrzostwach świata juniorów, w których rywalizowała pod flagą Międzynarodowej Federacji Judo (IJF). Trzy lata później zajęła 7. miejsce w Mistrzostwach Świata w Judo 2013. W listopadzie 2014 roku, po trwającej osiem miesięcy przerwie spowodowanej kontuzją, została mistrzynią Europy do lat 23.
W czerwcu 2015 roku zajęła 3. pozycję na Igrzyskach Europejskich 2015. Zdobyty przez nią medal był pierwszym w zawodach ten rangi w historii Kosowa, które w grudniu 2014 roku zostało przyjęte do Międzynarodowego Komitetu Olimpijskiego. Zawody w Baku były także pierwszymi tej rangi, w których Gjakova mogła startować w barwach Kosowa. W marcu 2016 zdobyła brązowy medal mistrzostw Europy. W sierpniu tego samego roku wzięła udział w Letnich Igrzyskach Olimpijskich 2016, gdzie w 1/16 finału pokonała Kubankę Yadinis Amarís, a w 1/8 finału przegrała z Rumunką Coriną Căprioriu i odpadła z dalszej rywalizacji. W 2017 roku zdobyła brązowy medal na mistrzostwach Europy w Warszawie.
Następnego roku została mistrzynią Europy, wygrywając zawody mistrzostw Europy w Tel Awiwie. w czerwcu 2019 roku zdobyła srebro podczas igrzysk europejskich w Mińsku
Jej brat, Akil Gjakova, również uprawia judo.